# مونتاغوتو
مونتاغوتو، (بالإنجليزية: Montaguto)‏، (أربينو:Mundaùtë)، هي مدينة و(بلدية) في مقاطعة أفيلينو، كامبانيا، جنوب إيطاليا.

## السكان
في سنة 1861 بلغ عدد السكان 2٬117 نسمة، وتطور العدد ليصل في سنة 2011 لـ 451 نسمة.
يظهر هذا المخطط البياني تطور النمو السكاني لـ مونتاغوتو